# 関根章恵
関根 章恵（せきね あきえ、1月7日 - ）は、日本の女性声優。埼玉県出身。

## 出演

### テレビアニメ
- 機動武闘伝Gガンダム（1994年 - 1995年、ジャネット・スミス[1]、観客）
- 鬼神童子ZENKI（1995年、女の子）
- 新機動戦記ガンダムW（1995年、女生徒C）

### 劇場アニメ
- ドラえもん のび太と銀河超特急（1996年、乗客C）

### OVA
- きらめき森のヤンタくん（1994年、リリー）